# Catherine de Brassac
Catherine de Brassac, nacida de Sainte-Maure de Montausier (1587-1648), fue una cortesana francesa. Sirvió como primera dama de honor de la reina Ana de Austria desde 1638 hasta 1643.

## Biografía
Fue hija de François de Sainte-Maure, barón de Montausier, y de Louise Gillier. Contrajo matrimonio en 1602 con Jean de Galard de Bearn, conde de Brassac (muerto en 1645). 
En 1638, Luis XIII y el cardenal Richelieu reorganizaron el palacio de la reina y reemplazaron a todo el personal considerado desleal a ellos, sustituyéndolo por aquellos a quienes consideraban fieles. En consecuencia, Françoise de Lansac fue asignada como gobernanta de los infantes reales, mientras que el conde de Brassac y su esposa fueron asignados como superintendente del palacio y primera dama de honor respectivamente con el fin de tener bajo control a la reina y su corte. Cuando la reina Ana se convirtió en regente en 1643, reemplazó a Catherine de Brassac como primera dama de honor por Marie-Claire de Fleix, hija de Marie-Catherine de Senecey, quien a su vez sustituyó a Françoise de Lansac como gobernanta.